# Napoléon Alexandre Berthier

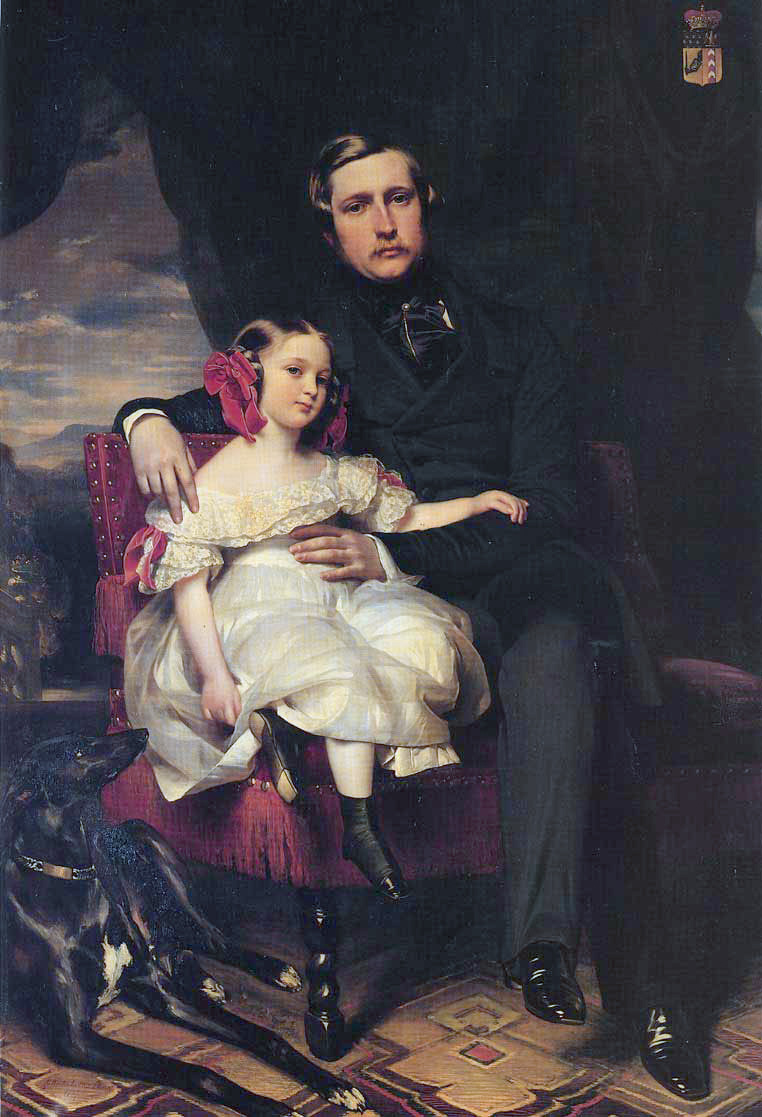
Il principe di Wagram e sua figlia Malcy ritratti da Franz Xaver Winterhalter.

Napoléon Alexandre Louis Joseph Berthier, II Principe di Wagram (Parigi, 11 settembre 1810 – Parigi, 10 febbraio 1887), era un nobiluomo e politico francese.

## Biografia
Napoléon Alexandre nacque l'11 settembre 1810 come primogenito ed unico figlio maschio del maresciallo napoleonico Louis Alexandre Berthier, principe Wagram e di Neuchatel e della Duchessa Maria Elisabetta in Baviera (1785-1849), nipote del Re Massimiliano I.

## Matrimonio e figli
Sposò 29 giugno 1831 Zenaïde Françoise Clary (1812 - 1884) nipote della Regina di Svezia da cui ebbe tre figli:
- Malcy Louise Caroline Frédérique Berthier di Wagram (22 giugno 1832 - 18 maggio 1884), sposò il 23 marzo 1854 al Palazzo delle Tuileries Gioacchino, quarto principe Murat (1834 † 1901),
- Luigi Filippo Maria Alessandro Berthier di Wagram (24 marzo 1836 - 15 luglio 1911), III principe di Wagram, II duca di Wagram, sposò Bertha Clara von Rothschild,
- Elisabetta Alessandrina Maria Berthier di Wagram (9 giugno 1849 - 1932), sposò il 25 giugno 1874 il conte Guy-Étienne di Turenne d'Aynac (14 aprile 1837 - 18 aprile 1905), Consigliere generale del dipartimento del Lot.

## Ascendenza
|                                           |                                       |                                                         | Genitori                                            |  |  | Nonni |  |  | Bisnonni           |  |  | Trisnonni             |  |
|                                           |                                       |                                                         |                                                     |  |  |       |  |  | 8. Michel Berthier |  |  | 16. Rodolphe Berthier |  |
|                                           |                                       |                                                         |                                                     |  |  |       |  |  | 8. Michel Berthier |  |  | 16. Rodolphe Berthier |  |
|                                           |                                       | 17. Marie Françoise Branche                             |                                                     |  |  |       |  |  | 8. Michel Berthier |  |  |                       |  |
| 4. Jean Baptiste Berthier                 |                                       |                                                         |                                                     |  |  |       |  |  | 8. Michel Berthier |  |  |                       |  |
|                                           |                                       | 9. Jeanne Dumez                                         | …                                                   |  |  |       |  |  |                    |  |  |                       |  |
|                                           |                                       | 9. Jeanne Dumez                                         | …                                                   |  |  |       |  |  |                    |  |  |                       |  |
|                                           |                                       | 9. Jeanne Dumez                                         | …                                                   |  |  |       |  |  |                    |  |  |                       |  |
| 2. Louis Alexandre Berthier               |                                       | 9. Jeanne Dumez                                         |                                                     |  |  |       |  |  |                    |  |  |                       |  |
|                                           |                                       | 10. César Alexandre l'Huillier de la Serre              | …                                                   |  |  |       |  |  |                    |  |  |                       |  |
|                                           |                                       | 10. César Alexandre l'Huillier de la Serre              | …                                                   |  |  |       |  |  |                    |  |  |                       |  |
|                                           |                                       | 10. César Alexandre l'Huillier de la Serre              | …                                                   |  |  |       |  |  |                    |  |  |                       |  |
| 5. Marie Françoise L'Huillier de La Serre |                                       | 10. César Alexandre l'Huillier de la Serre              |                                                     |  |  |       |  |  |                    |  |  |                       |  |
|                                           |                                       | 11. Barbe Françoise de Marne                            | …                                                   |  |  |       |  |  |                    |  |  |                       |  |
|                                           |                                       | 11. Barbe Françoise de Marne                            | …                                                   |  |  |       |  |  |                    |  |  |                       |  |
|                                           |                                       | 11. Barbe Françoise de Marne                            | …                                                   |  |  |       |  |  |                    |  |  |                       |  |
| 1. Napoléon Alexandre Berthier            |                                       | 11. Barbe Françoise de Marne                            |                                                     |  |  |       |  |  |                    |  |  |                       |  |
|                                           | 12. Giovanni di Birkenfeld-Gelnhausen | 24. Giovanni Carlo del Palatinato-Birkenfeld-Gelnhausen |                                                     |  |  |       |  |  |                    |  |  |                       |  |
|                                           | 12. Giovanni di Birkenfeld-Gelnhausen | 24. Giovanni Carlo del Palatinato-Birkenfeld-Gelnhausen |                                                     |  |  |       |  |  |                    |  |  |                       |  |
|                                           | 12. Giovanni di Birkenfeld-Gelnhausen | 25. Esther Maria di Witzleben-Elgersburg                |                                                     |  |  |       |  |  |                    |  |  |                       |  |
| 6. Guglielmo in Baviera                   | 12. Giovanni di Birkenfeld-Gelnhausen |                                                         |                                                     |  |  |       |  |  |                    |  |  |                       |  |
|                                           |                                       | 13. Sofia Carlotta di Salm-Dhaun                        | 26. Carlo di Salm-Dhaun                             |  |  |       |  |  |                    |  |  |                       |  |
|                                           |                                       | 13. Sofia Carlotta di Salm-Dhaun                        | 26. Carlo di Salm-Dhaun                             |  |  |       |  |  |                    |  |  |                       |  |
|                                           |                                       | 13. Sofia Carlotta di Salm-Dhaun                        | 27. Luisa di Nassau-Ottweiler                       |  |  |       |  |  |                    |  |  |                       |  |
| 3. Maria Elisabetta in Baviera            |                                       | 13. Sofia Carlotta di Salm-Dhaun                        |                                                     |  |  |       |  |  |                    |  |  |                       |  |
|                                           |                                       | 14. Federico Michele di Zweibrücken-Birkenfeld          | 28. Cristiano III del Palatinato-Zweibrücken        |  |  |       |  |  |                    |  |  |                       |  |
|                                           |                                       | 14. Federico Michele di Zweibrücken-Birkenfeld          | 28. Cristiano III del Palatinato-Zweibrücken        |  |  |       |  |  |                    |  |  |                       |  |
|                                           |                                       | 14. Federico Michele di Zweibrücken-Birkenfeld          | 29. Carolina di Nassau-Saarbrücken                  |  |  |       |  |  |                    |  |  |                       |  |
| 7. Maria Anna di Zweibrücken-Birkenfeld   |                                       | 14. Federico Michele di Zweibrücken-Birkenfeld          |                                                     |  |  |       |  |  |                    |  |  |                       |  |
|                                           |                                       | 15. Maria Francesca del Palatinato-Sulzbach             | 30. Giuseppe Carlo del Palatinato-Sulzbach          |  |  |       |  |  |                    |  |  |                       |  |
|                                           |                                       | 15. Maria Francesca del Palatinato-Sulzbach             | 30. Giuseppe Carlo del Palatinato-Sulzbach          |  |  |       |  |  |                    |  |  |                       |  |
|                                           |                                       | 15. Maria Francesca del Palatinato-Sulzbach             | 31. Elisabetta Augusta Sofia del Palatinato-Neuburg |  |  |       |  |  |                    |  |  |                       |  |
|                                           |                                       | 15. Maria Francesca del Palatinato-Sulzbach             |                                                     |  |  |       |  |  |                    |  |  |                       |  |

## Onorificenze
- Légion d'honneur :
  - Chevalier de la Légion d'honneur (1846).